# Кургани носів

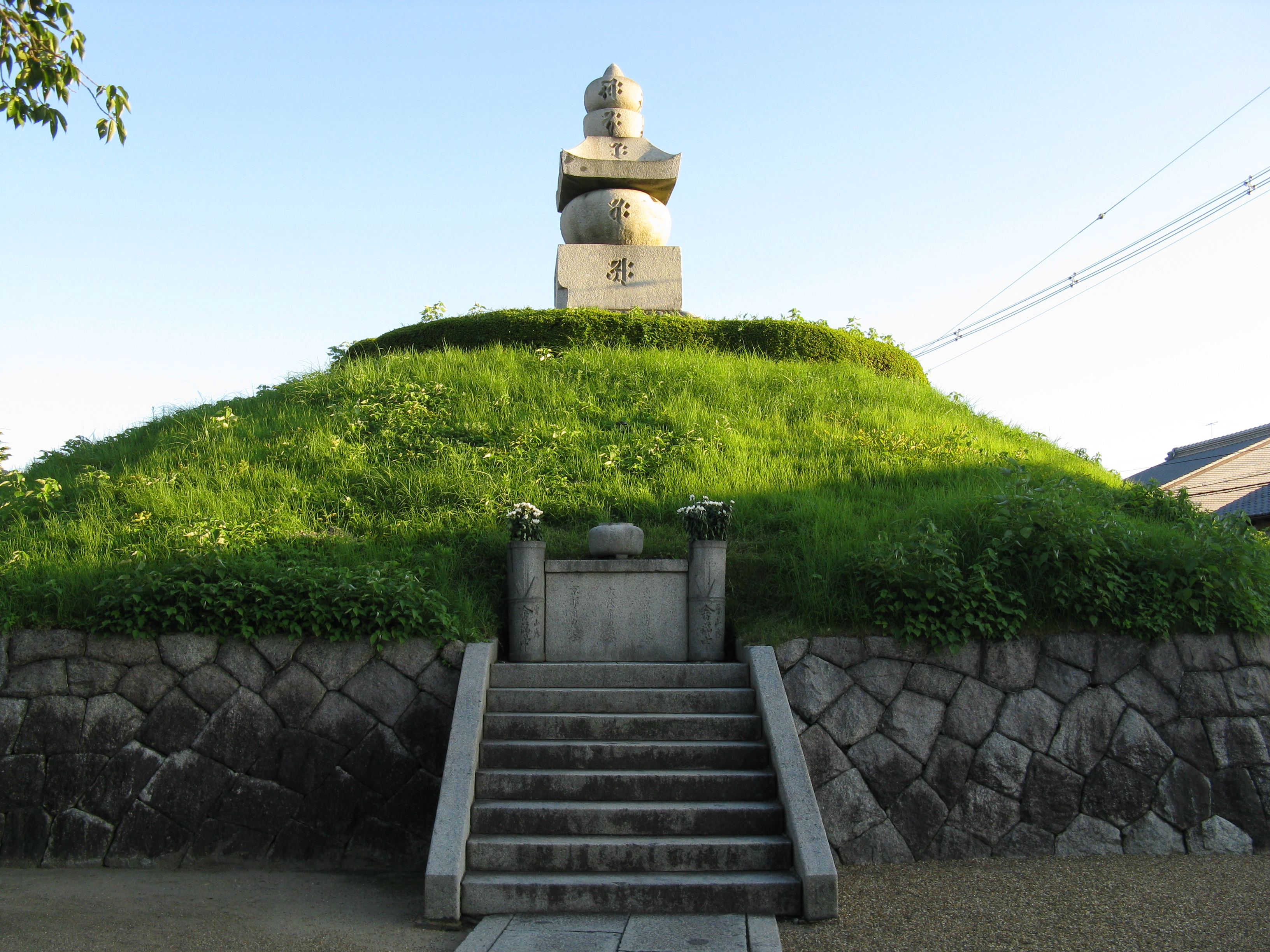
Мімідзука, курган носів у Кіото

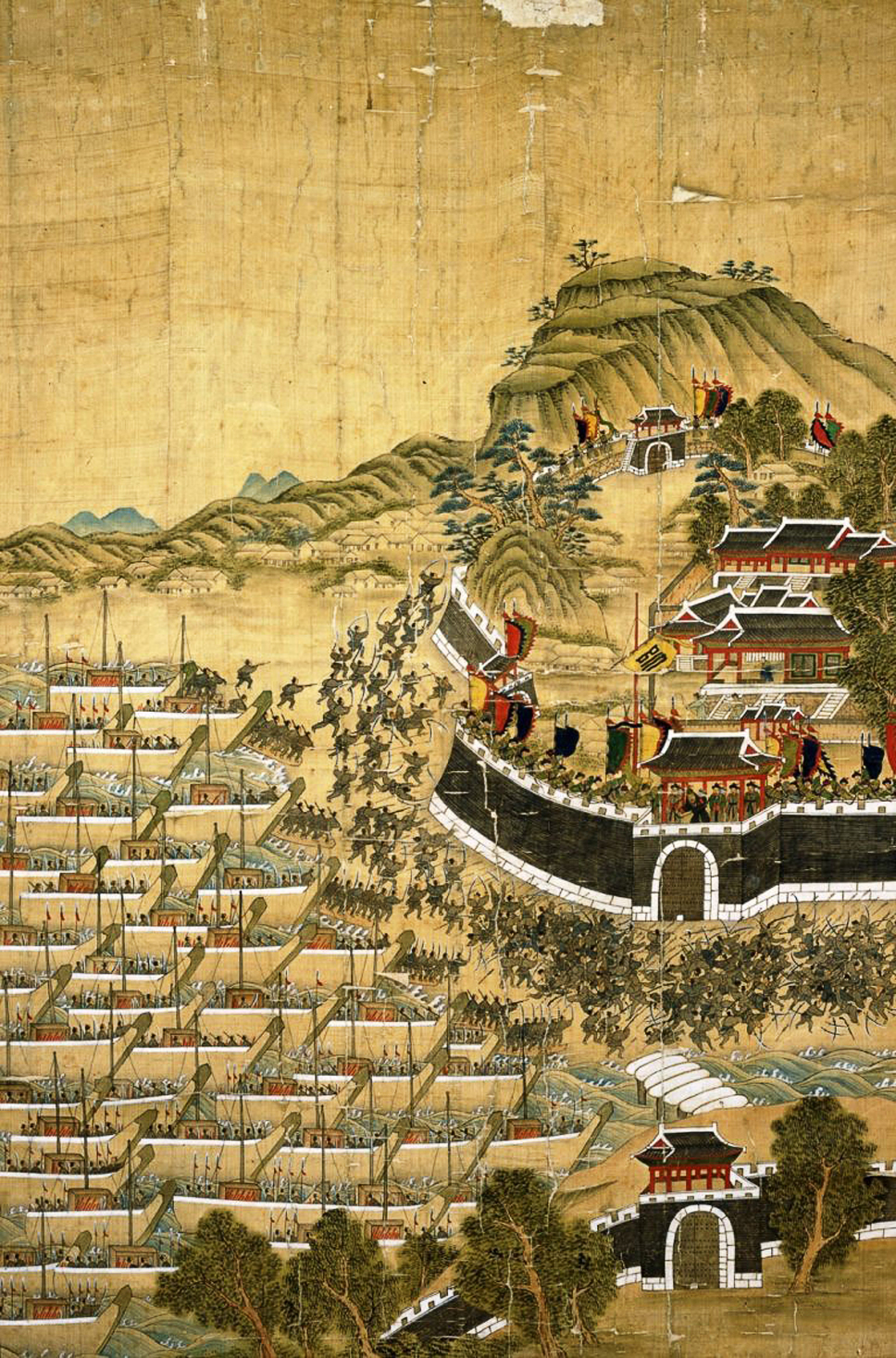
Вторгнення Японії у Корею у 1592 році

Кургани носів (яп. 鼻塚 (はなづか), кириліз.: ханадзука, кор. 코 무덤, ко мутом) — кургани, у яких зберігаються носи та інші частини тіла, привезені до Японії як трофеї під час японсько-корейської війни наприкінці XVI сторіччя.
У ті часи воєнні трофеї були складником японської військової традиції: наприклад, плата, яку отримували самураї, часто залежала від того, скільки трофеїв вони зібрали. За традицією як трофей бралася голова ворога, проте солдатам доводилось брати носи через непрактичність їхнього перевезення та велику кількість убитих.
Один з таких курганів знайшли 1983 року в Окаямі, що біля Осаки. У цьому кургані зберігались відрізані та квашені носи щонайменше 20 000 вбитих корейців. Носи повернули до Кореї в 1992 році та кремували. Подібний курган, Мімідзука, існує й нині в Кіото. Його назва буквально перекладається, як «курган вух», проте там зберігаються саме носи, а не вуха. Назвати курган на честь вух запропонував вчений-конфуціанець Хаяші Радзан. Назва слугує евфемізмом, тому що збирання саме носів вважалося надто варварським. Носи, що зберігаються в цьому кургані вже понад 400 років, привезено з Кореї в діжках з розсолом.
У Японії ці кургани мало відомі, проте вони дуже відомі в Кореї.